# Diepswal (Leek)
Pour les articles homonymes, voir Diepswal.
Diepswal est un hameau de la commune néerlandaise de Westerkwartier, situé dans la province de Groningue. 

## Géographie
Diepswal est situé sur le Leekster Hoofddiep, à l'ouest de Leek.

## Histoire
Diepswal fait partie de la commune de Leek avant le 1er janvier 2019, date à laquelle celle-ci est rattachée à la nouvelle commune de Westerkwartier. 